# アンドレイ・ズィンチェンコ

アンドレイ・ズィンチェンコ（英：Andrei Zinchenko、1992年1月31日 - ）は、ジョージア出身の空手家である。新極真会ジョージア支部所属。

## 概要
2012年の全ヨーロッパ大会で初の3位入賞を果たすと、2014年の全ヨーロッパ大会で優勝を果たした。2017年に開催された第6回全世界ウエイト制大会では、軽量級で準優勝を果たした。

## 実績
- 全世界ウエイト制大会
  - 第6回全世界ウエイト制大会 軽量級 準優勝

- 全ヨーロッパ大会
  - 2012年全ヨーロッパ空手道選手権大会 軽量級 第3位
  - 2013年全ヨーロッパ空手道選手権大会 軽量級 第3位
  - 2014年全ヨーロッパ空手道選手権大会 軽量級 優勝
  - 2015年全ヨーロッパ空手道選手権大会 軽量級 準優勝
  - 2016年全ヨーロッパ空手道選手権大会 軽量級 優勝
  - 2018年全ヨーロッパ空手道選手権大会 軽量級 優勝
  - 2019年全ヨーロッパ空手道選手権大会 軽量級 準優勝
  - 2021年全ヨーロッパ空手道選手権大会 軽量級 優勝
  - 2022年全ヨーロッパ空手道選手権大会 軽量級 優勝